# 5-Hidroksieikozatetraenoinska kiselina
5-Hidroksieikozatetraenoinska kiselina (5-HETE) je endogeni eikozanoid. 5-HETE je intermedijar u metaboličkom putu leukotrienska sinteza. Osim toga ona je modulator tubuloglomerularne povratne veze.

## See also
- 12-Hidroksieikozatetraenoinska kiselina